# Ennegrecer (gastronomía)

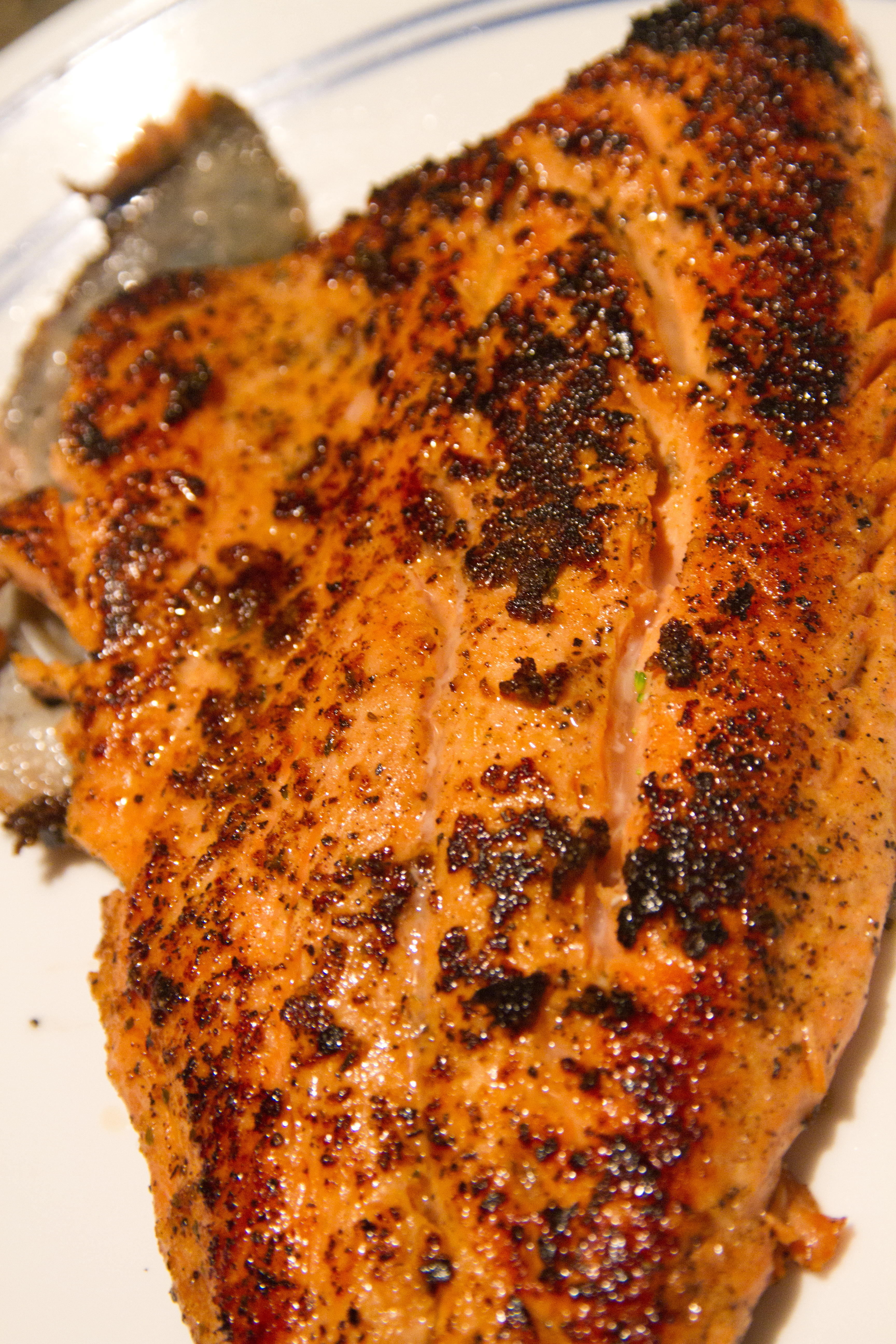
Blackened salmon.

El ennegrecimiento, en inglés blackening, es una técnica culinaria del sur de Estados Unidos usada para en la preparación de pescados principalmente. A menudo se asocia con la gastronomía cajún y fue popularizada por chef Paul Prudhomme. El pescado o producto en cuestión se sumerge en mantequilla derretida y luego se espolvorea con una mezcla de hierbas y especias, generalmente una combinación de tomillo, orégano, chiles, granos de pimienta, sal, ajo en polvo y cebolla en polvo. Luego se cocina en una sartén de hierro muy caliente. El característico color marrón-negro de la corteza resulta de una combinación de sólidos de leche dorada de la mantequilla y especias carbonizadas.
Si bien la receta original requiere pescado rojo, el mismo método de preparación se puede aplicar a otros tipos de pescado y otras fuentes de proteínas, como filetes o chuletas de pollo.